# Ochthebius anxifer
Ochthebius anxifer är en skalbaggsart som beskrevs av Balfour-browne 1978. Ochthebius anxifer ingår i släktet Ochthebius och familjen vattenbrynsbaggar. Inga underarter finns listade i Catalogue of Life.